# 일본여자대학
일본여자대학(일본어: 日本女子大学 니혼죠시다이가쿠[*], 영어: Japan Women's University)은 일본 도쿄도에 있는 사립 여자 종합대학이다.

## 개요
1901년 일본 메이지 시대의 3대 교육자 중 한사람으로 꼽히는 나루세 진조(成瀨仁藏, 1858년∼1919년)가 세운 일본 최초의 여자대학이다. 설립 당시에는 가정학부·국문학부·영문학부의 3개 학부와 영문예비과가 있었으나 이후 여러 차례 개편과 증설을 거쳐 2001년 현재 가정학부·문학부·인간사회학부·이학부의 4개 학부와 가정학연구과·인간생활학연구과·문학·인간사회·이학 등 5개 대학원 연구과를 둔 종합대학으로 발전하였다.
2008년 3월 현재 대학 재학생은 6,237명이며, 교수는 220명(조교수 및 강사 포함), 교수1인당 학생수는 29명이다. 교내에 방송·아동문학·속기·성서연구 등 문화계 동아리와 다도·서도·바둑·꽃꽂이·영화 등 예술계 동아리, 현악합주·샹송·오케스트라·합창 등 음악계 동아리, 테니스·골프·검도·스키·수영 등 체육계 동아리 등 79개의 동아리가 활동하고 있다.
인기 있는 교내 행사로는 매년 10월에 열리는 메지로 축제(目白祭)와 니시이쿠다 캠퍼스에서 열리는 여자 축제(日女祭, ヒメノサイ)가 있다.

## 연표
- 1901년 4월 : 일본여자대학교(日本女子大學校)라는 이름으로 설립.
- 1904년 : 전문학교로 인가.
- 1948년 : 신제 일본여자대학 발족 (학부: 가정학부, 문학부).
- 1990년 : 니시이쿠타(西生田) 캠퍼스에 인간사회학부를 설치.
- 1992년 : 이학부를 설치.

## 캠퍼스
캠퍼스는 도쿄 도심의 메지로(目白) 캠퍼스 외에 가나가와현 가와사키시에 니시이쿠타(西生田) 캠퍼스가 있다. 캠퍼스 총면적은 247,583m2이다.

## 부속기관
부속도서관은 본관 외에 니시이쿠타(西生田) 분관이 있으며, 총 60만여 권의 각종 도서가 전면개가식으로 비치되어 있다. 부설시설로는 컴퓨터 센터, 보건관리 센터, 카운셀링 센터, 생애학습종합 센터, 체육관, 나루세기념관 등이 있고 부속학교로 유치원과 초·중·고등학교가 있다.